# Sucesos de 1956

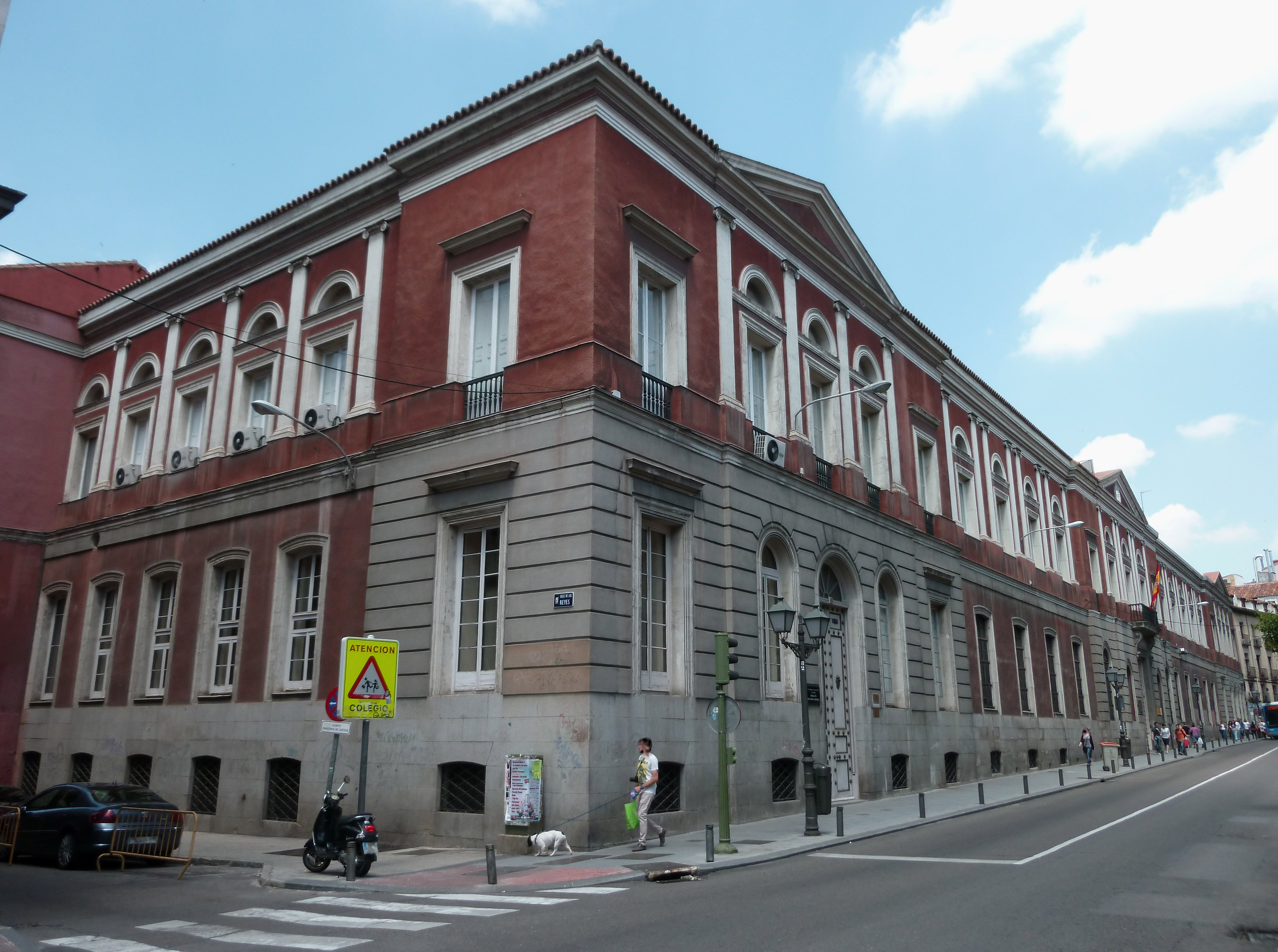
Sede de la Universidad Central (Universidad Complutense) en la calle de San Bernardo, Madrid.

Los sucesos de 1956 se refieren a una serie de disturbios acaecidos en Madrid en febrero de dicho año, involucrando a estudiantes universitarios contrarios al régimen imperante en la época, falangistas y otras ramas del entramado franquista, y que concluyó con la destitución, entre otros, del ministro de Educación, Joaquín Ruiz-Giménez. Estos sucesos supusieron también el inicio del enfrentamiento, habitual ya en la década de los sesenta, de parte del alumnado universitario contra el régimen de Franco.

## Los sucesos
Tras el fin de la guerra civil española se había llevado a cabo la depuración ideológica de la Universidad, pretendiendo extirpar de raíz todo el pensamiento liberal que había alentado la Institución Libre de Enseñanza. La Ley de Ordenación Universitaria de 1943 era explícita al respecto. En aquellos años el encuadramiento ideológico de la universidad era la norma. La muerte de José Ortega y Gasset el 18 de octubre de 1955 fue motivo para la organización de un homenaje al filósofo liberal español en Madrid por parte de un grupo de universitarios, mientras estaba en marcha un Congreso Universitario de Escritores Jóvenes con la aquiescencia del rector de la Complutense, Pedro Laín Entralgo. El congreso fue finalmente prohibido.
El 1 de febrero de 1956 se repartió un «Manifiesto a los universitarios madrileños» que propugnaba la creación de un Congreso Nacional de Estudiantes, tras el que estaban Javier Pradera, Enrique Múgica y Ramón Tamames, en un intento por cancelar el SEU. El fracaso de las candidaturas oficiales del SEU en las elecciones estudiantiles desencadenó los acontecimientos, cuando Jesús Gay, jefe del SEU en Madrid, suspendió las elecciones el 7 de febrero, por lo que fue expulsado por los estudiantes, que salieron en manifestación, por primera vez desde la Guerra Civil, hacia el Ministerio de Educación. 
El 8 de febrero de 1956 los falangistas asaltaron la facultad, golpearon a los estudiantes y provocaron grandes destrozos, aunque el conflicto se intensificaría aún más al día siguiente. Ese día 9, los estudiantes salieron en manifestación por la calle San Bernardo, encontrándose con falangistas de la Guardia de Franco que venían de un acto en homenaje a Matías Montero en la calle Alberto Aguilera. Los enfrentamientos se saldaron con un joven falangista herido por arma de fuego (no se aclaró si por disparos de la policía o por un disparo accidental de las armas que llevaban sus propios compañeros). La tensión se disparó, mientras sectores falangistas exigían venganza. Ese mismo día fueron detenidos Miguel Sánchez-Mazas Ferlosio, Dionisio Ridruejo, Ramón Tamames, Enrique Múgica, Javier Pradera, José María Ruiz Gallardón y Gabriel Elorriaga. La noche del 9 corrieron rumores de que Falange estaba planeando una sangrienta venganza para reafirmar su posición política. El Ejército, en las personas de Muñoz Grandes, Rodrigo Martínez y Martínez-Campos, hizo llegar a Franco su intención de tomar Madrid si se hacía daño a alguna de las personas de la «lista negra» que se sabía que había confeccionado Falange. El 10 de febrero la Universidad Complutense era cerrada. El 11 de febrero eran detenidos Julián Marcos, López Pacheco, Sánchez Dragó, María del Carmen Diago, Jaime Maestro y José Luis Abellán.
Pedro Laín Entralgo dimitió como rector y el 12 de febrero se cesó al decano de Derecho, Torres López. El 16 de febrero Franco destituyó a Joaquín Ruiz-Giménez como ministro de Educación y a Raimundo Fernández Cuesta de la Secretaría General del Movimiento. Con ello, la universidad se enajenó definitivamente con el franquismo, el SEU quedó desarticulado y la contestación universitaria se convirtió en habitual durante los años sesenta y setenta, hasta la muerte del dictador y el restablecimiento de la democracia. Fue todo un síntoma; el proceso de deslegitimación de la dictadura franquista había comenzado entre los hijos de las emergentes clases medias. Los tiempos del silencio empezaban a mutarse en los tiempos de la protesta. Las calles de Madrid vivirían la permanente revuelta estudiantil, sobre todo en las inmediaciones de la Ciudad Universitaria.
En 1981, el periodista Pablo Lizcano publicó el libro La generación del 56, en el que se narran estos acontecimientos.